# الإعاقة في فيتنام
الإعاقة في فيتنام شائعة نسبيًا مقارنة بإجمالي السكان. اعتبارًا من 2009، يُقدر أن 6.1 مليون شخص، أو 7.8% من السكان الذين تزيد أعمارهم عن 5 سنوات، يعيشون مع إعاقة واحدة أو أكثر. وتشير تقديرات أخرى من منظمات غير ربحية إلى أن هذا العدد أعلى، يصل إلى 15.3%.

## تاريخ
أُصدر أول قانون وطني، وهو القانون الوطني الفيتنامي للإعاقة، الذي يضمن حقوق الأشخاص ذوي الإعاقة في فيتنام عام 2010. تشارك فيتنام أيضًا في إطار بيواكو، وهو مخطط للمجتمعات لتصبح أكثر شمولاً في منطقة آسيا والمحيط الهادئ. في 28 نوفمبر 2014، صادقت الجمعية الوطنية الفيتنامية على اتفاقية حقوق الأشخاص ذوي الإعاقة. يؤكد القانون الوطني، وقانون العمل لعام 2012، وخطة العمل الوطنية لدعم الأشخاص ذوي الإعاقة جميعها على تكافؤ فرص الحصول على العمل والتعليم للأشخاص ذوي الإعاقة.
يُعد التعرض الأبوي لالعامل البرتقالي، وهو مبيد أعشاب استخدمه الجيش الأمريكي خلال حرب فيتنام (تُسمى في فيتنام الحرب الأمريكية)، عاملاً مساهمًا في الإعاقات في فيتنام، مما أدى إلى عيوب خلقية واضطرابات عصبية. انتشار الإعاقة في فيتنام أعلى مما يُلاحظ عادة في البلدان الأخرى ويزداد هذا العدد في النقاط الساخنة للعامل البرتقالي، مثل مدينة دا نانغ.

### الوصمة الاجتماعية
في فيتنام، غالبًا ما يُنظر إلى الإعاقة على أنها نتيجة لخطايا أحد الوالدين أو الأجداد، ويُنظر إلى إعاقة الطفل من قبل الوالدين على أنها سوء حظ. تساهم هذه النظرة أيضًا في الوصمة الاجتماعية لأمهات الأطفال ذوي الإعاقة، اللواتي يواجهن أحيانًا عزلة اجتماعية ولديهن شبكات اجتماعية أصغر في المتوسط من أقرانهن. الاعتقاد بأن الإعاقة سببها الأشباح أكثر شيوعًا في ريف فيتنام.

## الإحصائيات
مقارنة بالأشخاص غير المعاقين، يتمتع الأشخاص ذوو الإعاقة في فيتنام بمعدلات أقل من معرفة القراءة والكتابة والتعليم، بالإضافة إلى معدلات أعلى من العيش في الفقر.
على الرغم من النمو السريع للاقتصاد الفيتنامي، منذ نهاية الحرب الأمريكية، تقدم الحكومة القليل من المساعدة للأشخاص ذوي الإعاقة وعائلاتهم، ومعظمهم يعيشون بشكل غير متناسب في الفقر. قدرت وزارة العمل والمعوقين والشؤون الاجتماعية الفيتنامية (MOLISA) أنه، اعتبارًا من 2009، 32.5% من الأسر التي تضم أشخاصًا ذوي إعاقة فقيرة. تقدم المنظمات غير الحكومية دعمًا مهمًا ولكنها غالبًا ما تقدم فقط مجموعة محدودة من التدخلات.
أُجري أول مسح وطني واسع النطاق حول الأشخاص ذوي الإعاقة في عام 2016. وجد المسح أن 7% (6.2 مليون شخص) من السكان الذين تبلغ أعمارهم سنتين فأكثر يعانون من إعاقة، بينما يعيش 13% (ما يقرب من 12 مليون شخص) في أسرة تضم شخصًا ذا إعاقة. ومن المتوقع أن ترتفع هذه الأرقام مع تقدم السكان في العمر.

### الأطفال ذوو الإعاقة
في عام 1999، قُدر أن 2 إلى 6% من الأطفال في فيتنام يعانون من شكل من أشكال الإعاقة.
يبلغ معدل الالتحاق بالمدارس الابتدائية للأطفال ذوي الإعاقة حوالي 69%، مقارنة بـ 96% بين الأطفال غير المعاقين. في عام 2010، قدر المجلس التنسيقي الوطني الفيتنامي للإعاقة (NCCD) أنه من بين الأطفال ذوي الإعاقة، لم يلتحق 55% من الفتيات و 39% من الأولاد بالمدرسة أبدًا؛ ومن بين الأطفال الذين يلتحقون بالمدارس، يتسرب ثلثهم قبل إكمال تعليمهم الأساسي. في نفس التقرير، قدر المجلس التنسيقي الوطني للإعاقة أن 21% فقط من المعاهد المهنية الفيتنامية قادرة على توفير تدريب الاستعداد للعمل للأشخاص ذوي الإعاقة.

## روابط خارجية
- Vietnam National Survey on Disabilities من مكتب الإحصاء العام في فيتنام